# Jüdischer Friedhof (Rabí)
Koordinaten: 49° 16′ 47″ N, 13° 36′ 58,6″ O

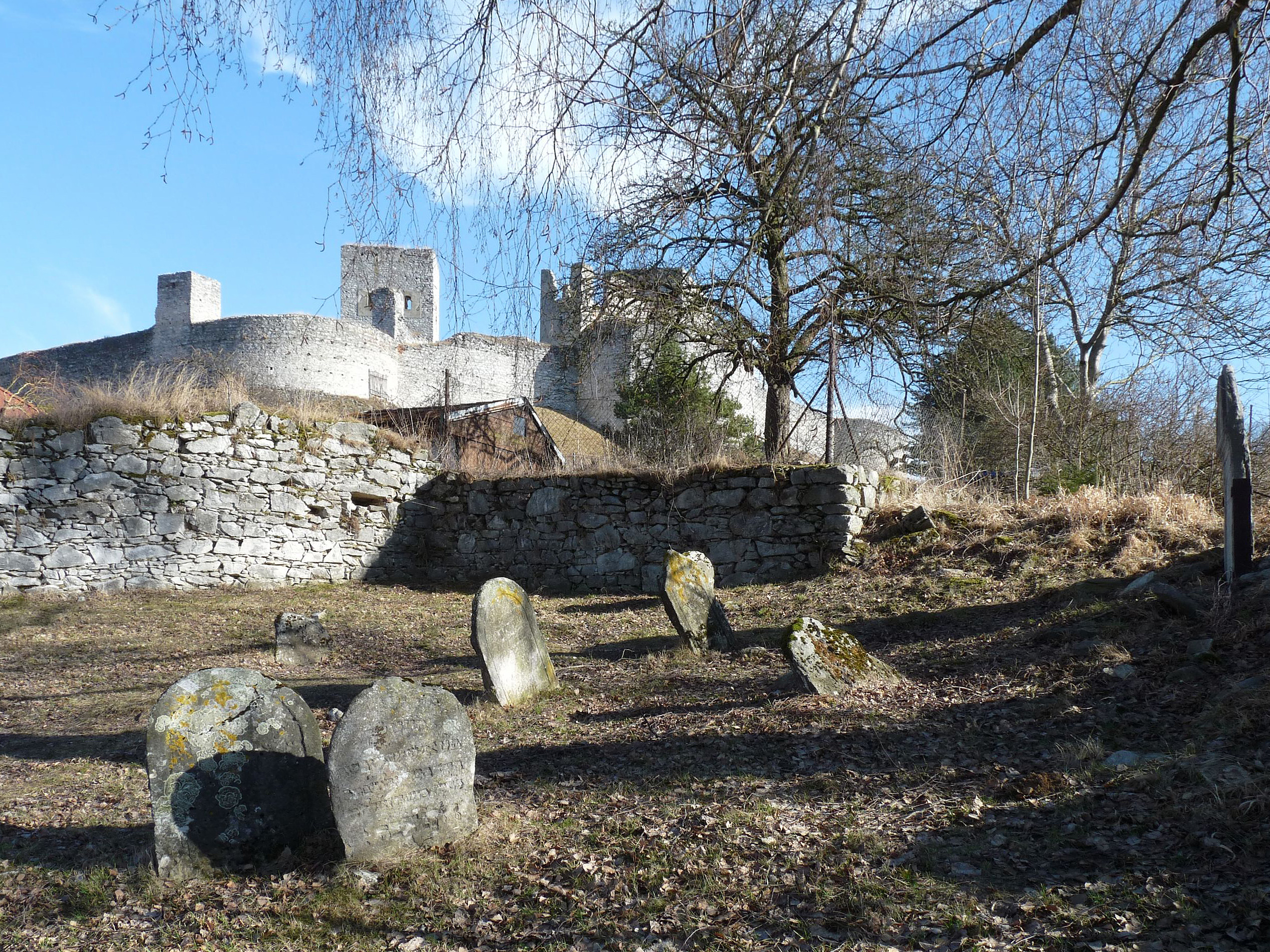
Jüdischer Friedhofs in Rabí, im Hintergrund die Burg

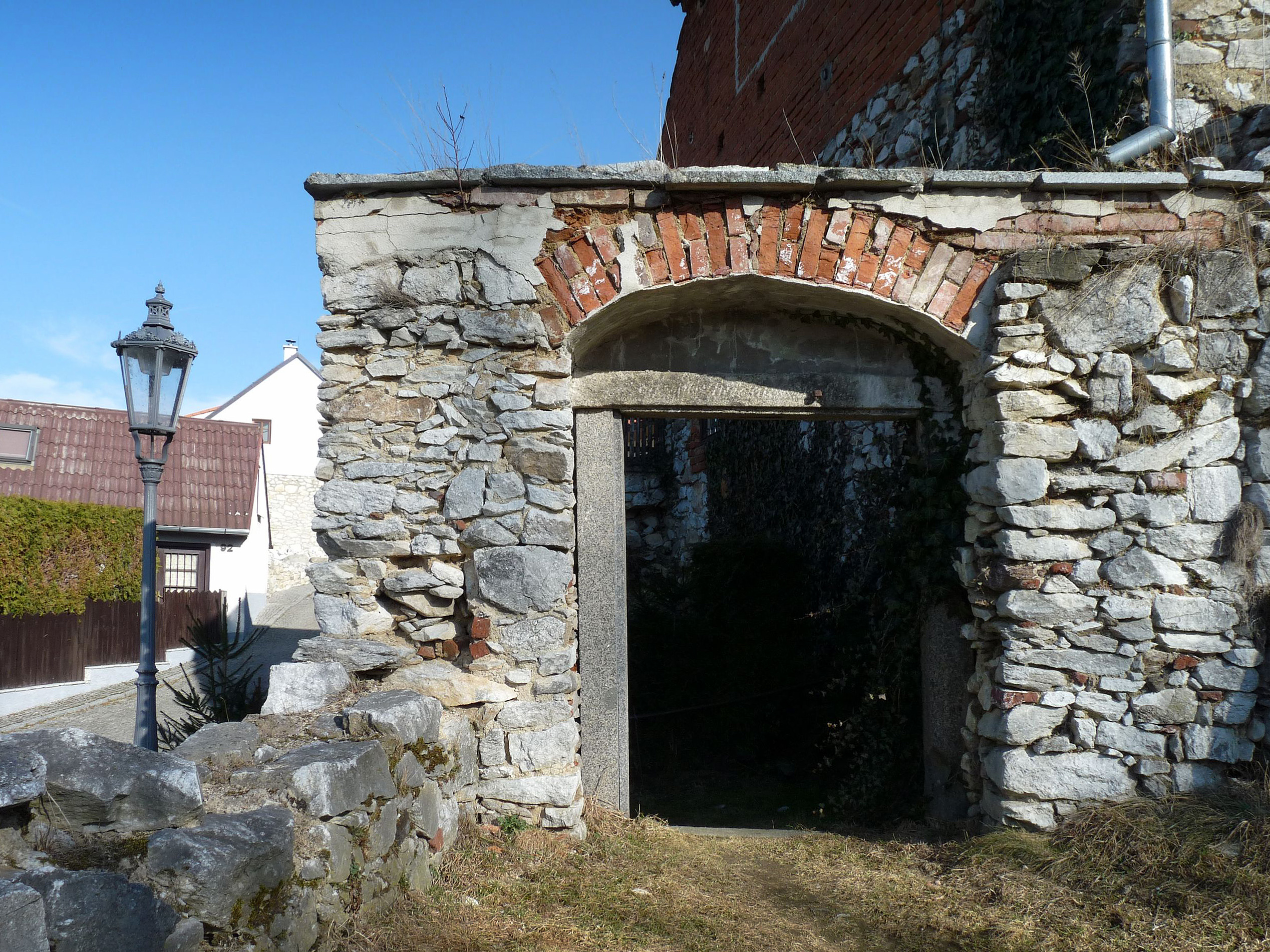
Eingang zum Friedhof

Der Jüdische Friedhof in Rabí (deutsch Rabi, früher Raby), einer Stadt im Okres Klatovy in Tschechien, wurde im 17. Jahrhundert angelegt. Der jüdische Friedhof am südlichen Stadtrand unterhalb der Burg ist seit 1988 ein geschütztes Kulturdenkmal.
Auf dem Friedhof befinden sich nur noch wenige Grabsteine .